# Rhyacia alexandra
Rhyacia alexandra är en fjärilsart som beskrevs av Max Wilhelm Karl Draudt 1933. Rhyacia alexandra ingår i släktet Rhyacia och familjen nattflyn. Inga underarter finns listade.